# La ofrenda de la viuda

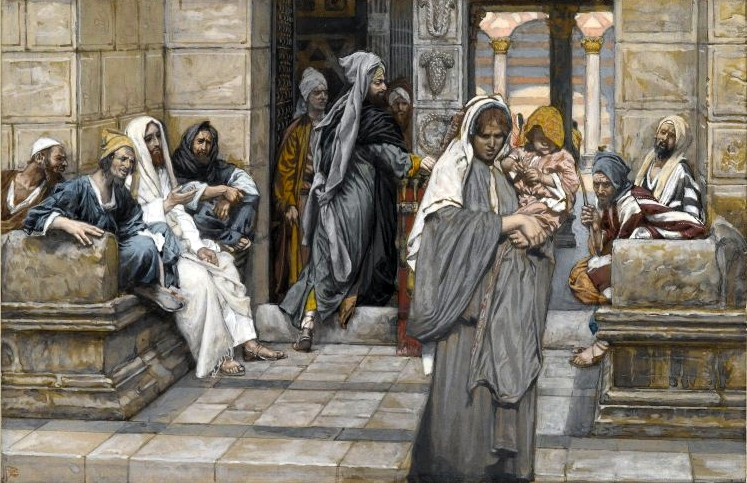
Le denier de la veuve (El óbolo de la viuda), obra realizada por James Tissot entre 1886 y 1894. Se trata de una acuarela opaca sobre grafito en papel avitelado gris que se conserva en el Museo Brooklyn, y que se inspira en los pasajes homónimos del Evangelio de Marcos y de Lucas. La ofrenda de una viuda pobre en el arca del Tesoro del Templo de Jerusalén es ocasión de alabanza por parte de Jesús de Nazaret, por tratarse de un acto de confianza radical en Dios.

La ofrenda de la viuda, también conocido como el óbolo de la viuda es un pasaje presente en dos de los Evangelios sinópticos, el Evangelio de Marcos (Marcos 12:41-44) y el de Lucas (Lucas 21:1-4).
El pasaje presenta a Jesús de Nazaret enseñando en el Templo de Jerusalén. En su predicación desafiaba la hipocresía implícita en ciertas prácticas de los maestros de la Ley. Sentado frente al tesoro ubicado en el atrio de las mujeres, vio a una viuda entregar como ofrenda dos monedas pequeñas, que el Evangelio de Marcos identifica como dos leptones o leptos (Griego: Lepta), equivalentes a un cuadrante, la moneda romana de menor valor. En cambio los ricos parecían dar mucho más. Jesús explicó a sus discípulos que esa viuda pobre había dado más que todos los demás, porque los otros echaban como ofrenda parte de lo que les sobraba mientras que la viuda, en su miseria, había dado de lo que necesitaba para vivir.

## Interpretación
La interpretación tradicional ha visto este relato como un contraste entre la conducta de los escribas y la generosidad de la viuda.
Algunas iglesias suelen utilizar el relato de la ofrenda de la viuda para animar a los fieles a seguir su ejemplo y hacer grandes ofrendas, a pesar de una situación precaria.  Varios teólogos han criticado esta interpretación. Conectan esta historia con la condena de Jesús a los líderes religiosos que devoran las casas de las viudas en el versículo anterior (Evangelio según Lucas, capítulo 20). Así Jesús no hubiera querido mostrar el ejemplo de un donante generoso, sino denunciar un caso de injusticia.